# Wir sind Helden
Wir sind Helden (vaak afgekort tot WsH) is een Duitstalige popband uit Hamburg, tegenwoordig woonachtig in Berlijn. In 2002 werd de band nationaal bekend in Duitsland. Ook in de Benelux heeft de band enige bekendheid, onder meer door het optreden op Pinkpop in 2005, en concerten in verschillende Nederlandse steden.

## Carrière
De band werd in 2001 opgericht. In 2002 bereikte het lied Guten Tag (Reklamation) de Duitse hitparades, een jaar later gevolgd door het album Die Reklamation. Dit album werd een van de best verkopende platen in Duitsland in 2003 en 2004. De opvolger, Von hier an blind, bereikt in 2005 bij binnenkomst al de nummer-1-positie. De derde single van dat album, met dezelfde titel Von hier an blind, is niet alleen in het Duits maar ook in het Engels, Frans en Japans verschenen.
De bassist werkte naast dit succes ook parttime als arts in een ziekenhuis.
Eind maart 2007 werd het derde album Soundso op de Duitse markt gebracht. Op 27 april verscheen de eerste single "Endlich Ein Grund Zur Panik". Opvolger is de single "Soundso" van het gelijknamige album uitgebracht in juni 2007.
Op 4 april 2012 maakte de band bekend voor onbepaalde tijd met pauze te gaan.

## Bezetting
- Judith Holofernes: zang, gitaar

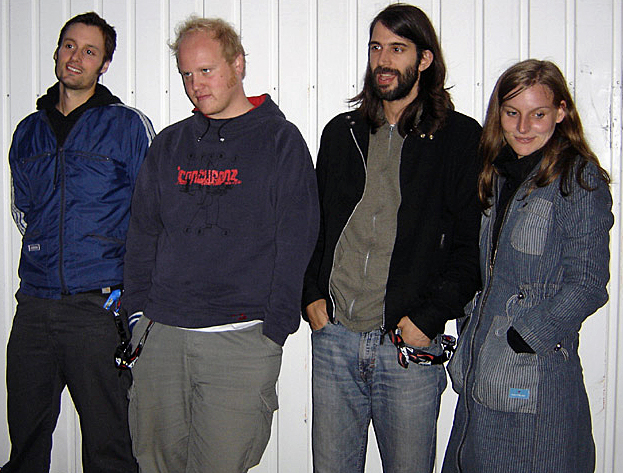
Van links naar rechts: Mark Tavassol, Jean-Michel Tourette, Pola Roy, Judith Holofernes.

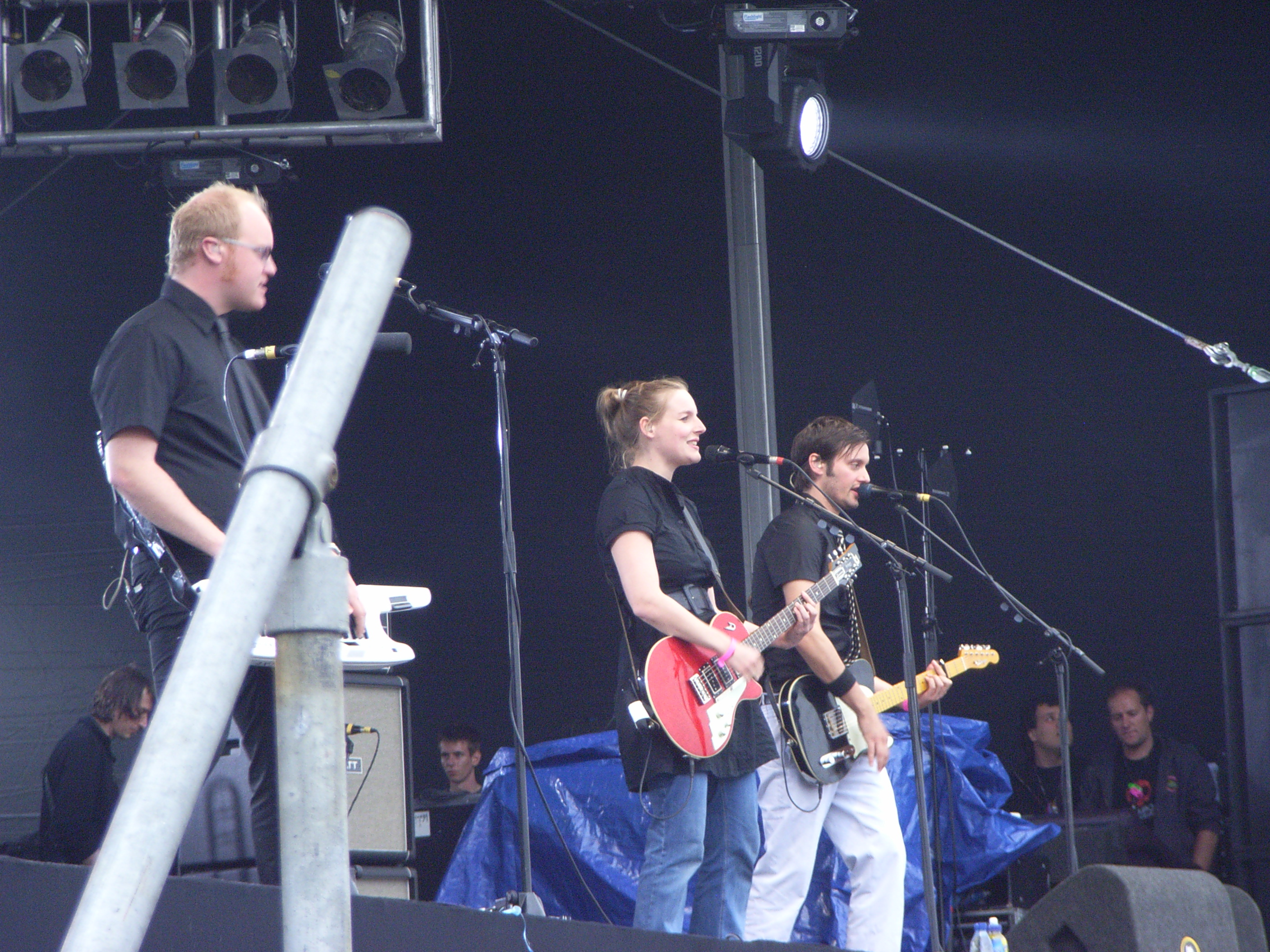
Wir sind Helden op Pinkpop 2007.

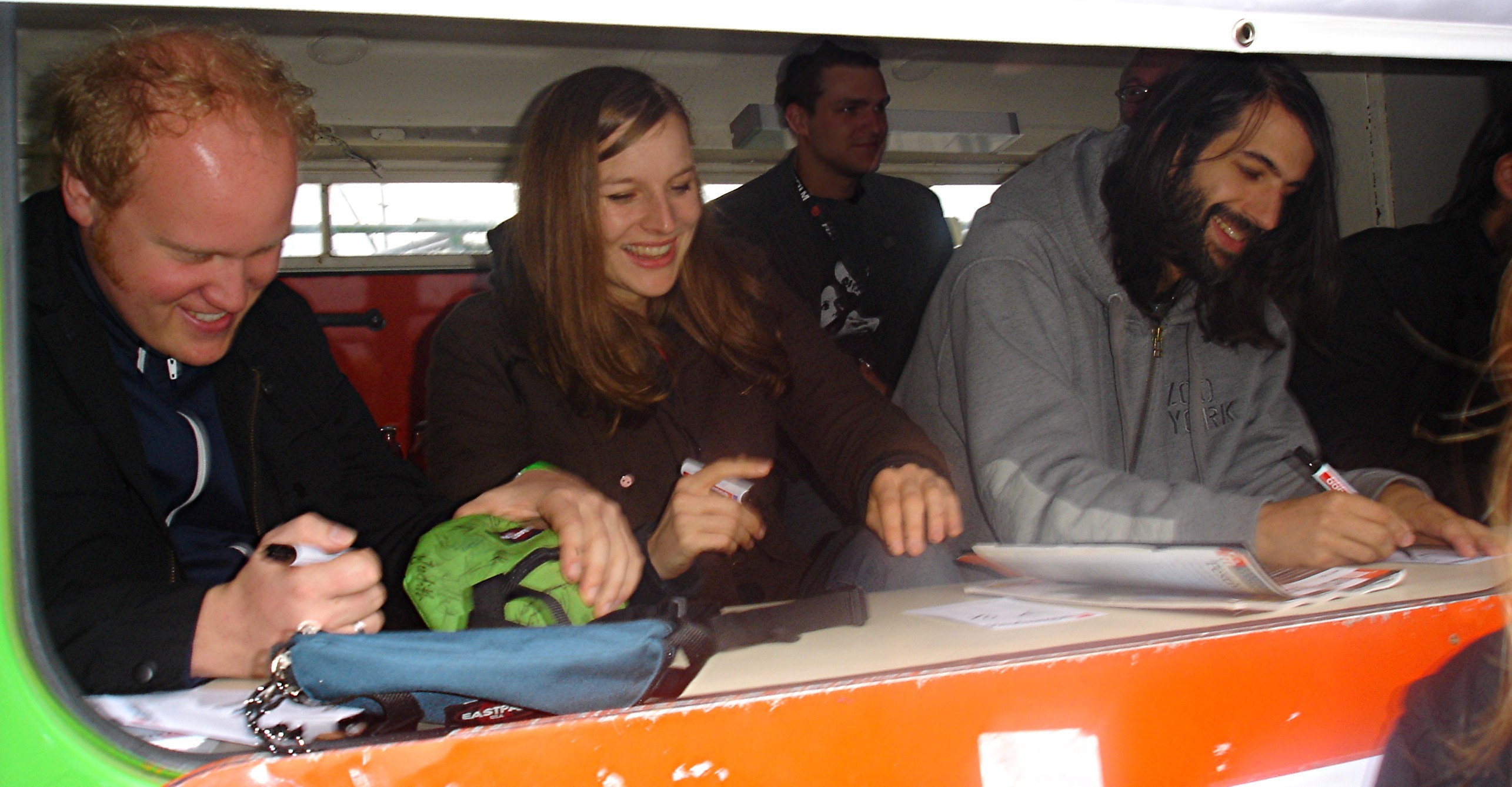
Tourette, Holofernes en Roy signeren op Rock Am Ring 2005

- Jean-Michel Tourette: gitaar, keyboard
- Pola Roy: drums
- Mark Tavassol: basgitaar

Echte namen:
- Judith Holfelder von der Tann (geboren op 12 november 1976)
- Jens Eckhoff (geboren op 10 juli 1975)
- Sebastian Roy (geboren op 18 oktober 1975)
- Mark Tavassol (geboren op 18 februari 1974)

## Discografie

### Albums
- Die Reklamation (2003)
- Von hier an blind (2005)
- Soundso[3] (2007)
- Bring mich nach Hause (2010)

### EP
- Guten Tag (2002)

### Singles
- Guten Tag (Reklamation) (2003)
- Müssen nur wollen (2003)
- Aurélie (2003)
- Denkmal (2004)
- Gekommen um zu bleiben (2005)
- Nur ein Wort (2005)
- Von hier an blind (2005)
- Wenn es passiert (2006)
- Endlich Ein Grund Zur Panik (2007)
- Soundso[3] (2007)
- Kaputt (2007)
- Alles (2010)

| Single met eventuele hitnotering(en) in de Nederlandse Top 40 | Datum van verschijnen | Datum van binnenkomst | Hoogste positie | Aantal weken | Opmerkingen |
| ------------------------------------------------------------- | --------------------- | --------------------- | --------------- | ------------ | ----------- |
| Wenn es passiert                                              | 2006                  | 29-7-2006             | 36              | 3            |             |

## Trivia
- Tijdens het Wereldkampioenschap Voetbal 2006 in Duitsland gebruikte Studio Sport dagelijks Wenn es passiert als muziek tijdens de afsluiting van het programma.
- Judith Holofernes en Pola Roy hebben al enige jaren een relatie, en trouwden op 17 juli 2006. In december 2006 kregen zij hun eerste kind, een zoon die zij de naam Friedrich gaven.
- In 2005 won Wir sind Helden een European Border Breakers Award. De European Border Breakers Awards zijn prijzen die jaarlijks worden uitgereikt aan tien jonge veelbelovende Europese artiesten die het jaar ervoor succesvol buiten de eigen landsgrenzen debuteerden.